# Hvalba
Hvalba é uma das maiores povoações das Ilhas Faroés.
- População: 	654
- Código Postal (Zip): 	FO 850
- Município:	Hvalbiar
- Clube de futebol: Royn

Hvalba localiza-se à volta da parte inferior do fiorde Hvalbiarfjørður, a nordeste de Suðuroy.
Encontra-se ligada às localidades vizinhas por dois túneis. O túnel para sul (com 1400 metros de comprimento) conduz a Trongisvágur e Tvøroyri e o túnel para norte (com 1500 metros de comprimento) conduz a Sandvík. Nas montanhas que rodeiam o túnel para sul, tem sido realizada extracção de carvão castanho em minas de grande profundidade desde a década de 1770. O carvão era uma fonte de energia importante no arquipélago até ao fim da segunda guerra mundial. Actualmente, apenas um grupo pequeno de mineiros ainda extrai carvão da única mina em actividade.

## Galeria

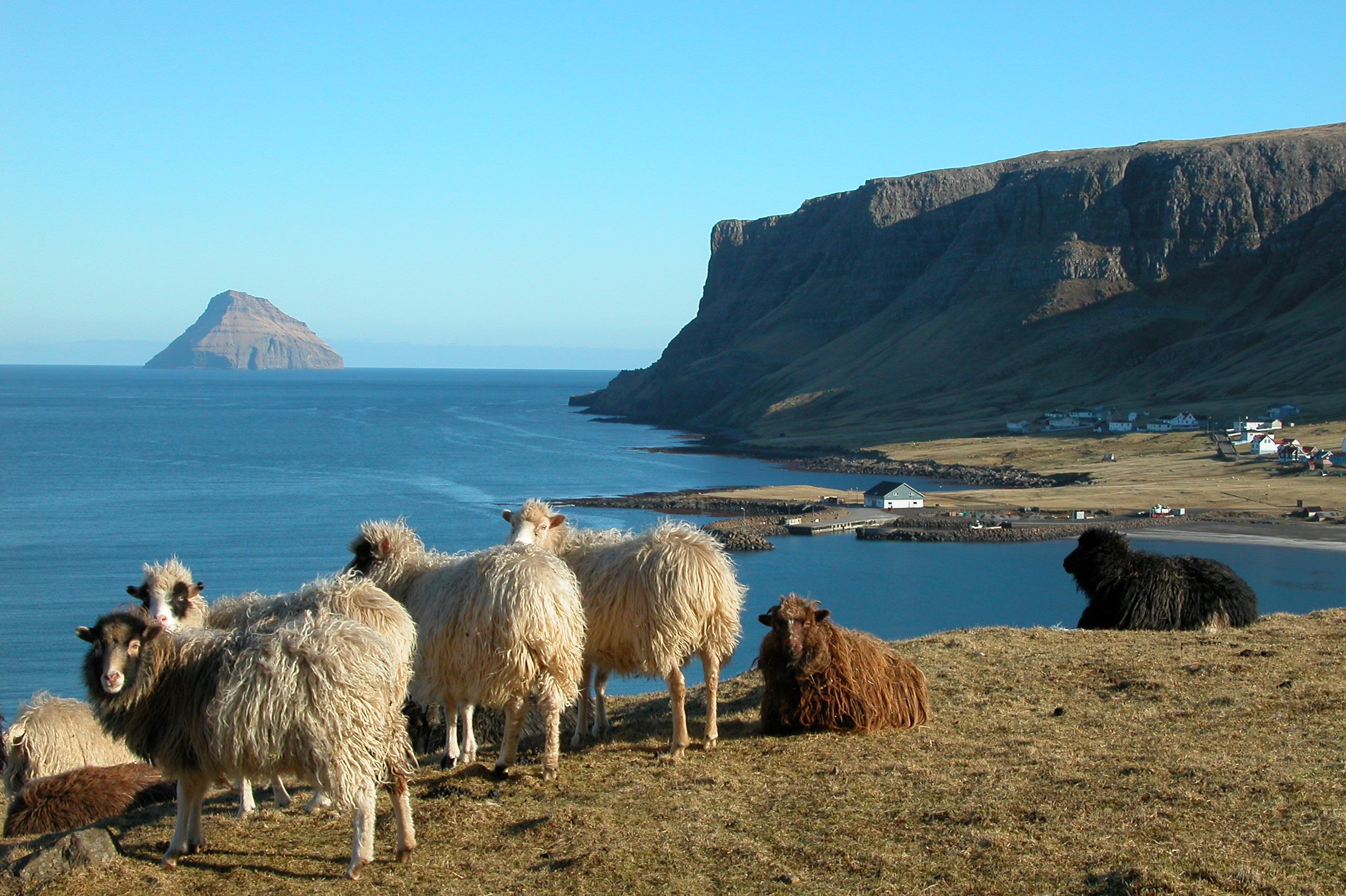
Hvalbiarfjørður
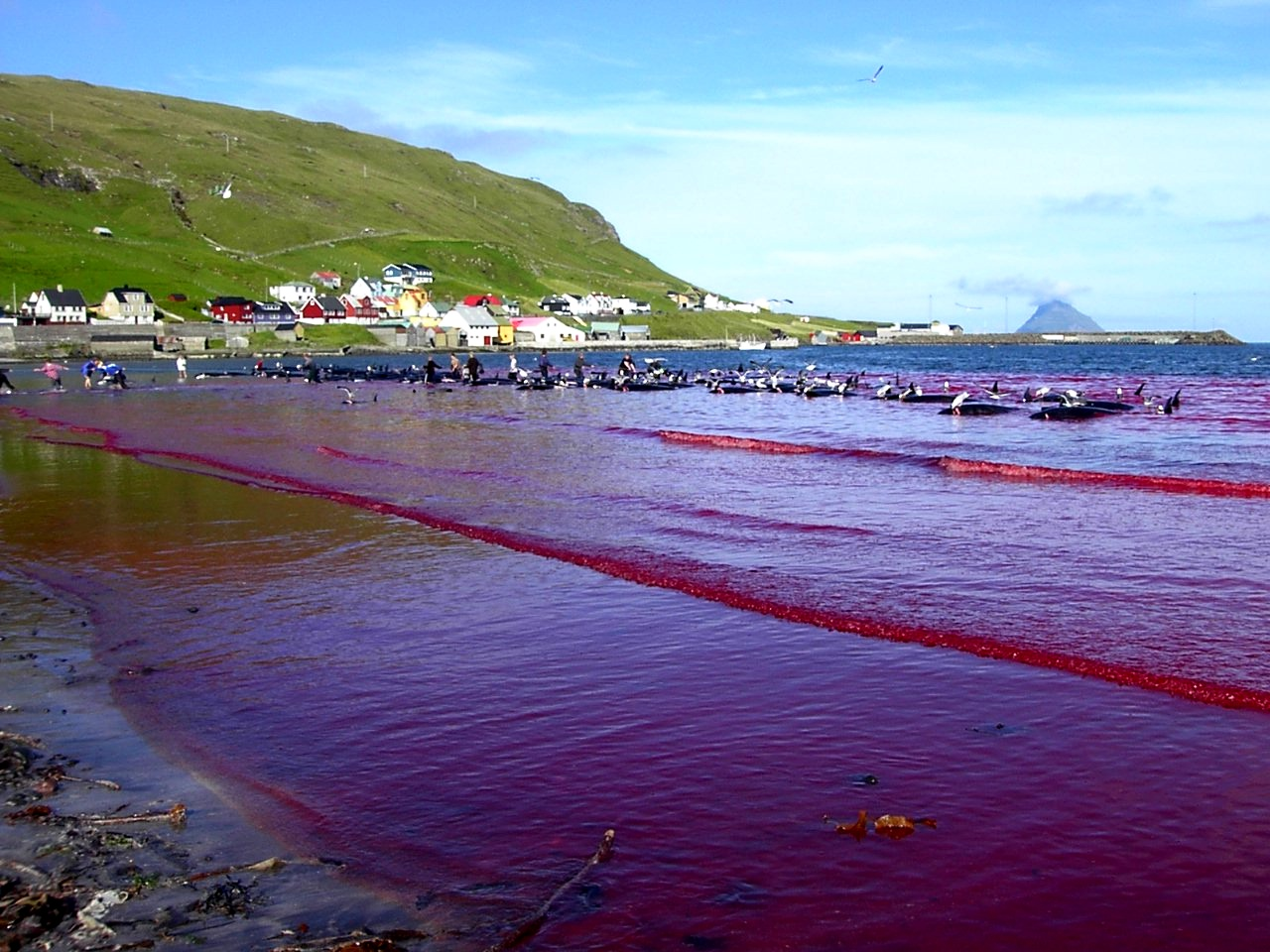
Praia de Hvalba após captura de baleia
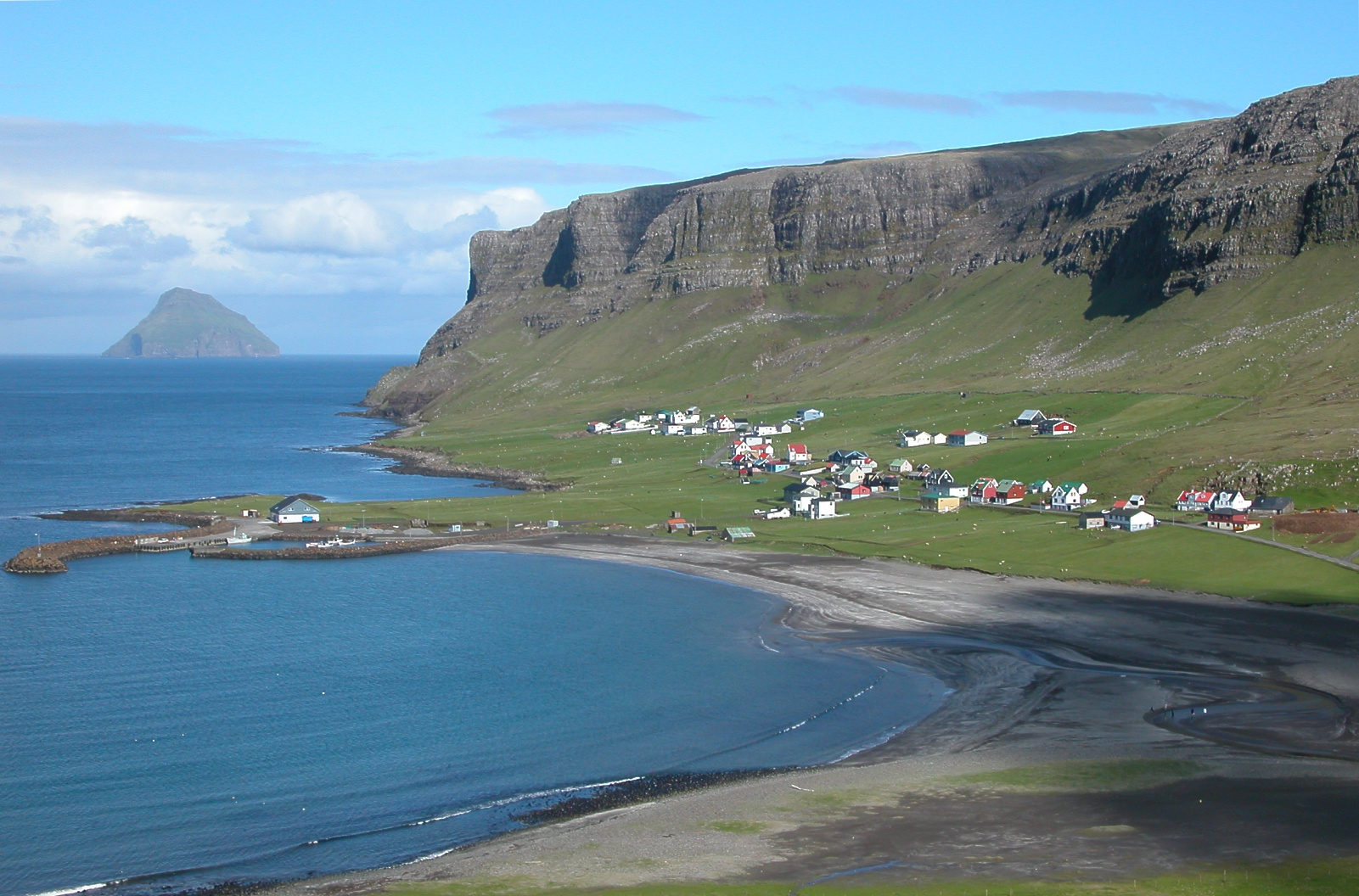
Hvalba ao meio-dia
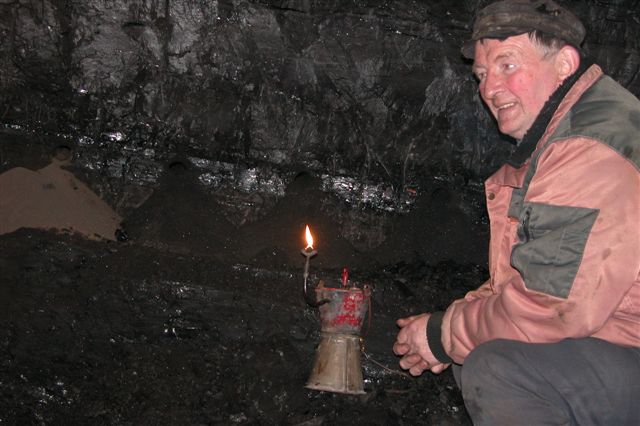
As minas de carvão a sul de Hvalba